# Karl Gegenbaur
Karl Gegenbaur (ur. 21 sierpnia 1826 w Würzburgu, zm. 14 czerwca 1903 w Heidelbergu) – niemiecki lekarz, zoolog i anatom. Jeden z twórców anatomii porównawczej. Autor prac dotyczących między innymi pochodzenia kończyn oraz czaszki. Profesor Uniwersytetu w Jenie (1855–1873) i Uniwersytetu w Heidelbergu (1873–1903). Laureat Medalu Copleya.
Studiował medycynę na uniwersytecie w Würzburgu, doktorat uzyskał w 1851 roku. Był zdecydowanym zwolennikiem teorii ewolucji sformułowanej przez Charlesa Darwina. Odkrycia Gegenbaura, zwłaszcza zaś stworzenie anatomii porównawczej, stały się ważnymi argumentami w dyskusji dla rzeczników teorii ewolucji.
Karl Gegenbaur w roku 1870 przedefiniował dla potrzeb biologii ewolucyjnej pojęcie homologii, które do biologii porównawczej wprowadził w połowie XIX wieku Richard Owen. Zasady homologii i analogii narządów stanowią podstawowe kryteria w anatomii porównawczej.
Dzieło Gegenbaura Grundzüge der vergleichenden Anatomie z 1859 roku (po ang. Elements of Comparative Anatomy) było ówcześnie uznanym podręcznikiem morfologii ewolucyjnej.
W 1885 otrzymał Order Maksymiliana, a w 1899 został honorowym obywatelem Heidelbergu. W 1902 otrzymał Pour le Mérite za Naukę i Sztukę.